# Universidade de Chester

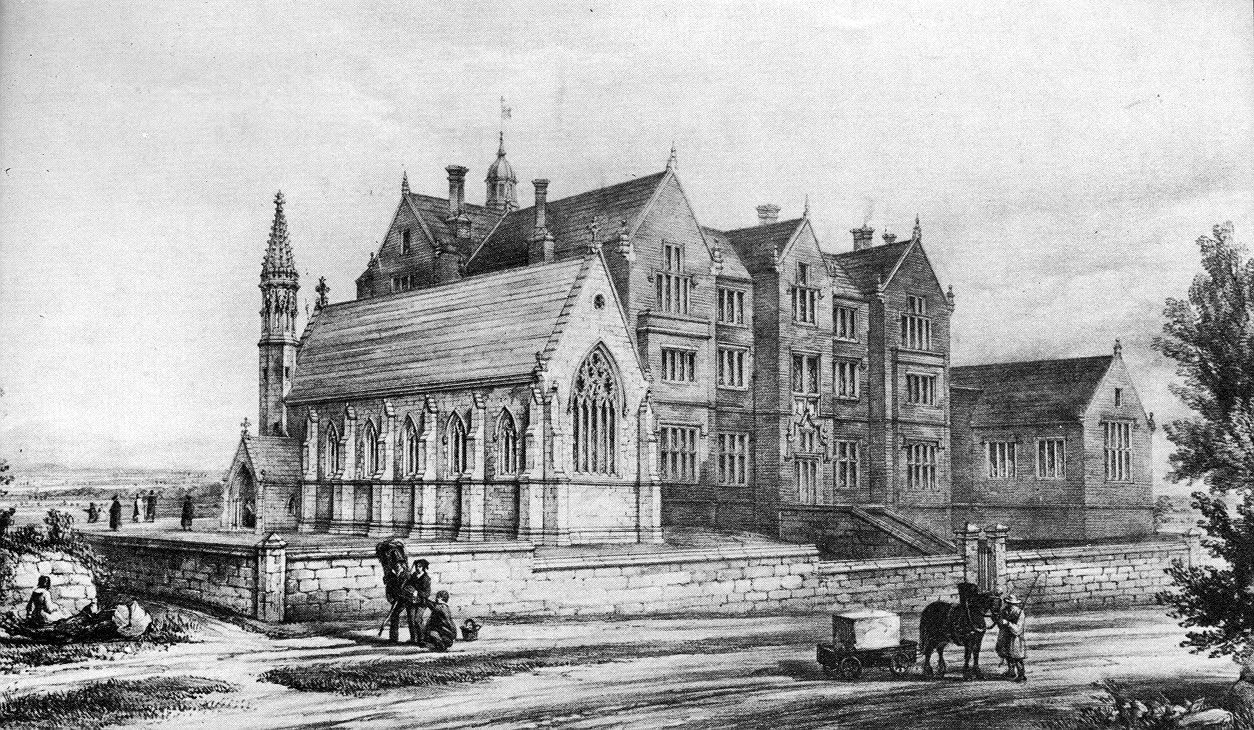
Universidade de Chester em 1843

A Universidade de Chester, ou, na sua forma portuguesa, de Céstria, é uma universidade inglesa fundada em 1893 e localizada na cidade de Chester, no condado de Cheshire.
Tem dois campii, sendo que o principal está em Chester, e um campus menor se encontra na cidade de Warrington.